# The Serenade
The Serenade er en amerikansk stumfilm fra 1916 af Will Louis.

## Medvirkende
- Oliver Hardy som Plump.
- Billy Ruge som Runt.
- Billy Bletcher som Schmitte.
- Florence McLaughlin som Florence.
- Edward Lawrence.